# Chloroclystis taraxichroma
Chloroclystis taraxichroma là một loài bướm đêm trong họ Geometridae.